# Sói Tây Tạng
Sói Tây Tạng (Danh pháp khoa học: Canis lupus filchneri), hay còn được gọi là sói mamút, sói len (woolly wolf) là một phân loài của loài sói xám có xuất xứ ở Châu Á từ Turkestan qua Tây Tạng đến Mông Cổ, phía bắc Trung Quốc và tiểu lục địa Ấn Độ. Ở vùng Tây Tạng và Ladakh nó được biết đến với tên gọi Chánkú hoặc shanko (cũng là danh pháp ba phần của chúng). Đây là phân loài sói hung dữ và thường tấn công gia súc của người dân, đặc biệt là dê, cừu, bò, ngựa, chúng cũng bị săn bắt để lấy lông và nanh làm dây chuyền nanh sói Tây Tạng của thổ dân bộ lạc Tây Tạng. Chúng cũng có ảnh hưởng nhất định đến lịch sử và văn hóa của Mông Cổ.

## Phân loại học
Những con sói Tây Tạng đã được mô tả lần đầu tiên bởi nhà động vật học người Anh là ông John Edward Gray vào năm 1863 sau khi đã nhận được một tấm da sói từ việc tặng cho Bảo tàng Anh từ Trung Quốc Tartary. Ông ta gọi nó là sói vàng, ông mô tả mẫu vật này là tương tự với những con sói châu Âu với các phương pháp đo răng, nanh và sọ não, nhưng với đôi chân ngắn hơn và một mức độ lớn của lông sắc màu trên tai, hai lườn và tứ chi.
Trong năm 1923, một nhà động vật học Nhật Bản là Yoshio Abe đã đề xuất tách những con sói của bán đảo Triều Tiên từ phân loài C.l. chanco vào phân loài của mình là C. l. coreanus (sói Triều Tiên), dự vào đặc điểm của mõm hẹp hơn. Sự khác biệt này đã được phản biện, phê bình, tranh cãi bởi ông Reginald Pocock, người bác bỏ nó như là một biến thể địa phương của chó sói Trung Quốc. Ngoài sự khác biệt về hình thái không rõ ràng, nhà văn sau này đã bị sa thải phân loại vì động cơ phân loại dân gian.
Năm 2009, tình trạng pháp lý của con sói Tây Tạng đã được tìm thấy nhiều bằng chứng là đủ khác biệt về mặt di truyền học để đề xuất nó như là một phân loài riêng biệt. Trong năm 2011, một nghiên cứu di truyền cho thấy những con sói Tây Tạng có thể là một phả hệ cổ xưa trong các phân loài sói, tuy nhiên, nghiên cứu về các định nghĩa Canis lupus laniger như sói Tây Tạng khác biệt từ Canis lupus chanco và sói Mông Cổ.
Trong năm 2013, một nghiên cứu di truyền lớn của chó và sói bao gồm các chuỗi DNA của hai con sói Tây Tạng nhưng sau đó loại trừ hai chuỗi của sói hiện đại khác thường từ phân tích này kể từ vị trí phát sinh loài của chúng cho thấy chỉ có một mối quan hệ xa cho tất cả các con sói xám còn tồn tại và tình trạng phân loại của chúng như là một thành viên của Canis lupus hoặc một phân loài riêng biệt còn là một vấn đề của cuộc tranh luận kéo dài.
Một nghiên cứu năm 2016 đã giải trình tự toàn bộ hệ gen của chó sói và chó trên khắp thế giới, phát hiện ra rằng con sói Tây Tạng là sống cao khác nhau nhất của những con sói Cựu thế giới, và đã trải qua một nút cổ chai quần thể di truyền lịch sử, chỉ có gần đây ở cao nguyên Tây Tạng. Hiện tượng đóng băng có thể gây ra mất môi trường sống, cách ly di truyền sau đó thích ứng địa phương của mình. Nhiều tài liệu không công nhận Canis lupus laniger, tuy nhiên NCBI/GenBank cho danh sách Canis lupus laniger như sói Tây Tạng riêng rẽ là Canis lupus chanco giống như sói Mông Cổ.

## Phân bố

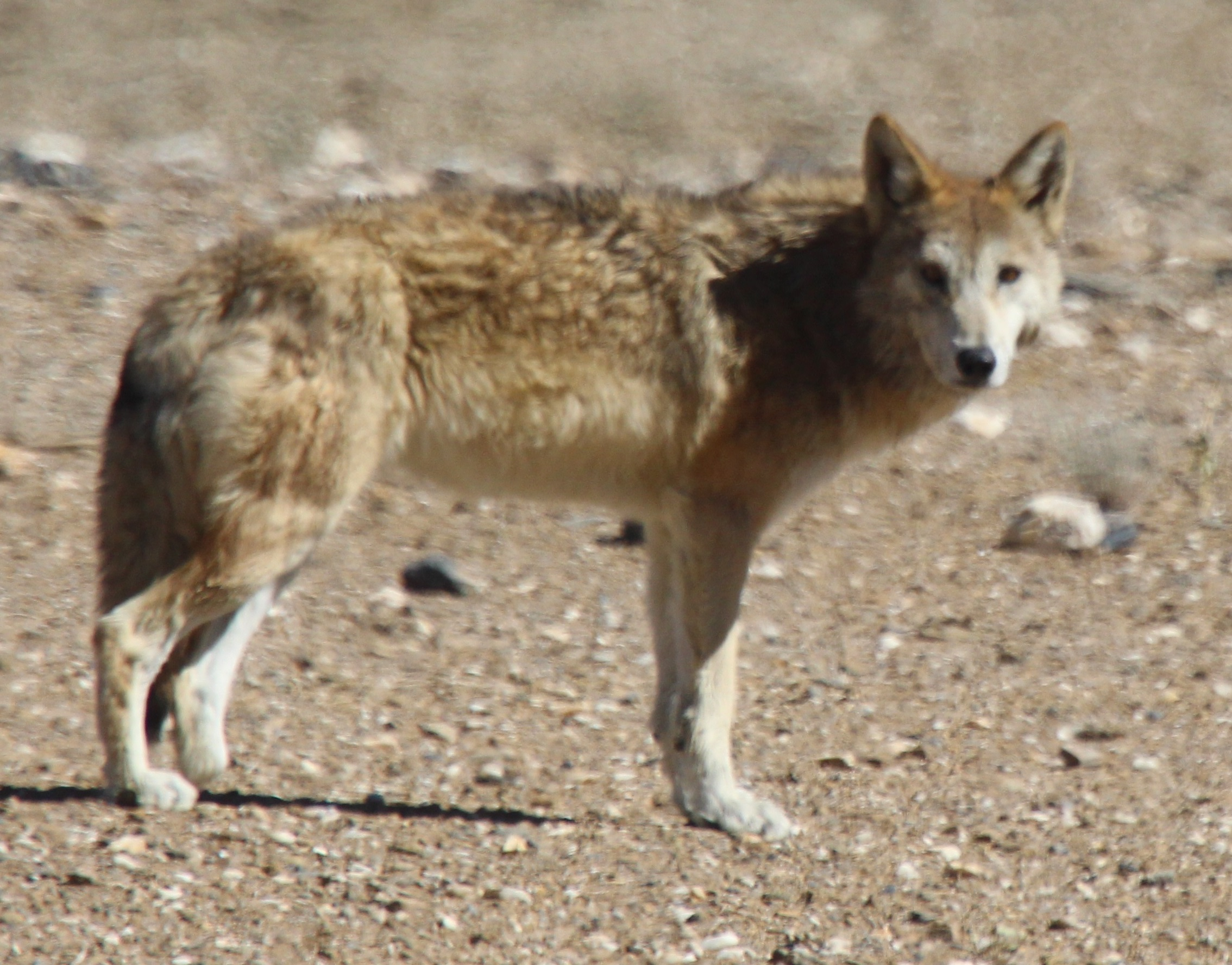
Một con sói Tây Tạng

Giữa những năm 1847 và năm 1923, con sói Tây Tạng đã được mô tả dưới tên khoa học khác nhau từ Trung Quốc Tartary, Tây Tạng, Kashmir, sa mạc Gobi. Vùng phân bố của chúng kéo dài từ dãy Pamir ở Nga, Trung Quốc, Turkestan, dãy Thiên Sơn (Tien Shan), Mông Cổ và miền Tây Trung Quốc. Phạm vi của chúng ở Trung Quốc bao gồm Thiểm Tây, Tứ Xuyên, và Vân Nam. Trong thế kỷ 20, những con sói thuộc phân loài sói Tây Tạng đã không được ghi trên sườn phía nam của dãy Himalaya ở Nepal.
Trong dãy Himalaya nằm về mé tây, chúng được biết là có mặt ở Kashmir và Lahul, Himachal Pradesh, và trong huyện Chitral của Pakistan. Từ năm 2005 và 2008, nhìn thấy và những con sói Tây Tạng được ghi nhận ở các đồng cỏ núi cao phía trên đường cây đông bắc Vườn quốc gia Nanda Devi ở Uttarakhand. Trong tháng 11 năm 2013, một con sói Tây Tạng được chụp bởi một cái bẫy camera (camera trap) lắp đặt tại khoảng 3.500 m (11.500 ft) ở độ cao trên Sunderdhunga Glacier ở huyện Bageshwar, Uttarakhand.

## Mô tả

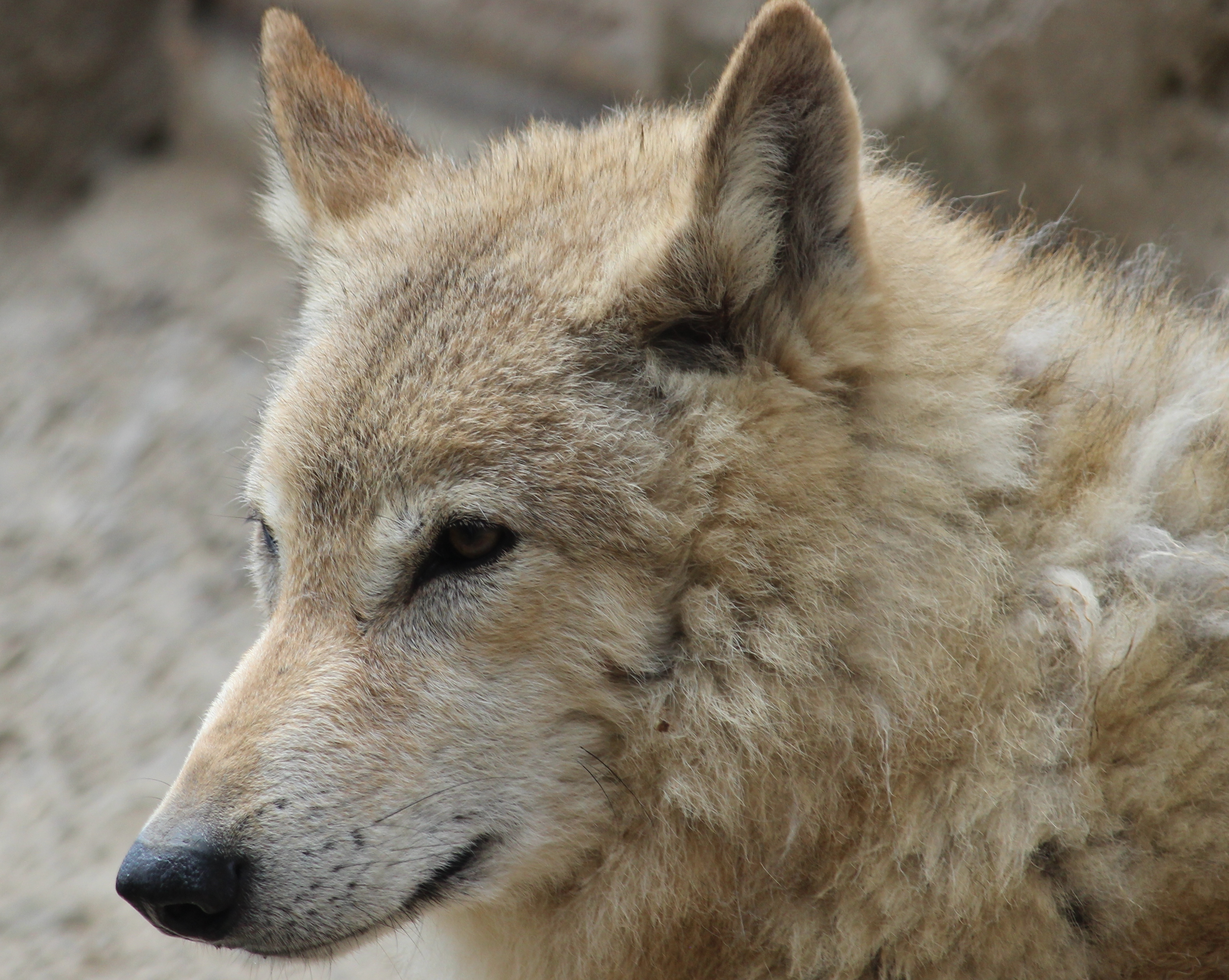
Cận cảnh một con sói Tây Tạng

Đó là một phân loài có tầm vóc tương đối nhỏ mà trọng lượng của chúng hiếm khi vượt quá 45kg (99 lb). Con sói Tây Tạng lớn hơn so với sói Ấn Độ và được biết đến như chankodi từ Kumaon. Sói đen ở Tây Tạng được biết tại địa phương như Chanko Nagpo,và được coi là mạnh bạo hơn và hung hãn hơn so với những con sói có màu lông nhạt. Các sợi lông vào mùa đông đo được 100–120 mm (3,9-4,7 in) ở vai, 70–80 mm (2,8-3,1 in) trên lưng và 40–60 mm (1,6-2,4 in) trên hai sườn.
Con sói Tây Tạng được nghiên cứu bởi một số nhà khoa học cho là tổ tiên có khả năng nhất của con chó nhà, hàm dưới có kích thước nhỏ, điểm nổi bật là phần trên cùng của hàm dưới ngắn hơn so với hàm trên của cả con sói Tây Tạng và con chó nhà, mặc dù không phải như vậy trong phân loài sói xám khác. Lông chó sói Tây Tạng phần trên lưng dài hơn, cứng nhắc và trộn lẫn với lông màu đen và màu xám. Họng, ngực, bụng và phía bên trong của chân là màu trắng tinh khiết, đỉnh đầu của nó nhạt hơn, màu xám nâu, xám, và trán với lông màu đen và màu xám. Sói Tây Tạng có hộp sọ rất giống như những con chó sói Á-Âu, nhưng các chân của chúng ngắn hơn.
Các màu sắc của bộ da thay đổi theo mùa: mùa đông, lưng và đuôi đang loang lổ bởi lông màu đen và trắng hay da bò, được xác định là phần lưng, nơi chúng hình thành như một cái yên màu đen và màu trắng chạy từ vai đến phần thắt lưng. Len bên dưới đường viền lông là một màu da bò sáng để xóa màu xám, trong khi bụng và mặt ngoài của chân là da bò hoặc màu trắng. Thỉnh thoảng, một sọc đen tối có cường độ khác nhau có thể có mặt trên chân trước. Tai màu xám tro hay màu đỏ đất đậm. Đỉnh đầu và mõm được tô điểm với các đốm đen, mà lan rộng dưới mắt tới tận má và đôi tai, thỉnh thoảng có một đốm trắng. Cằm thay đổi từ đen đến gần như trắng.

## Tập tính

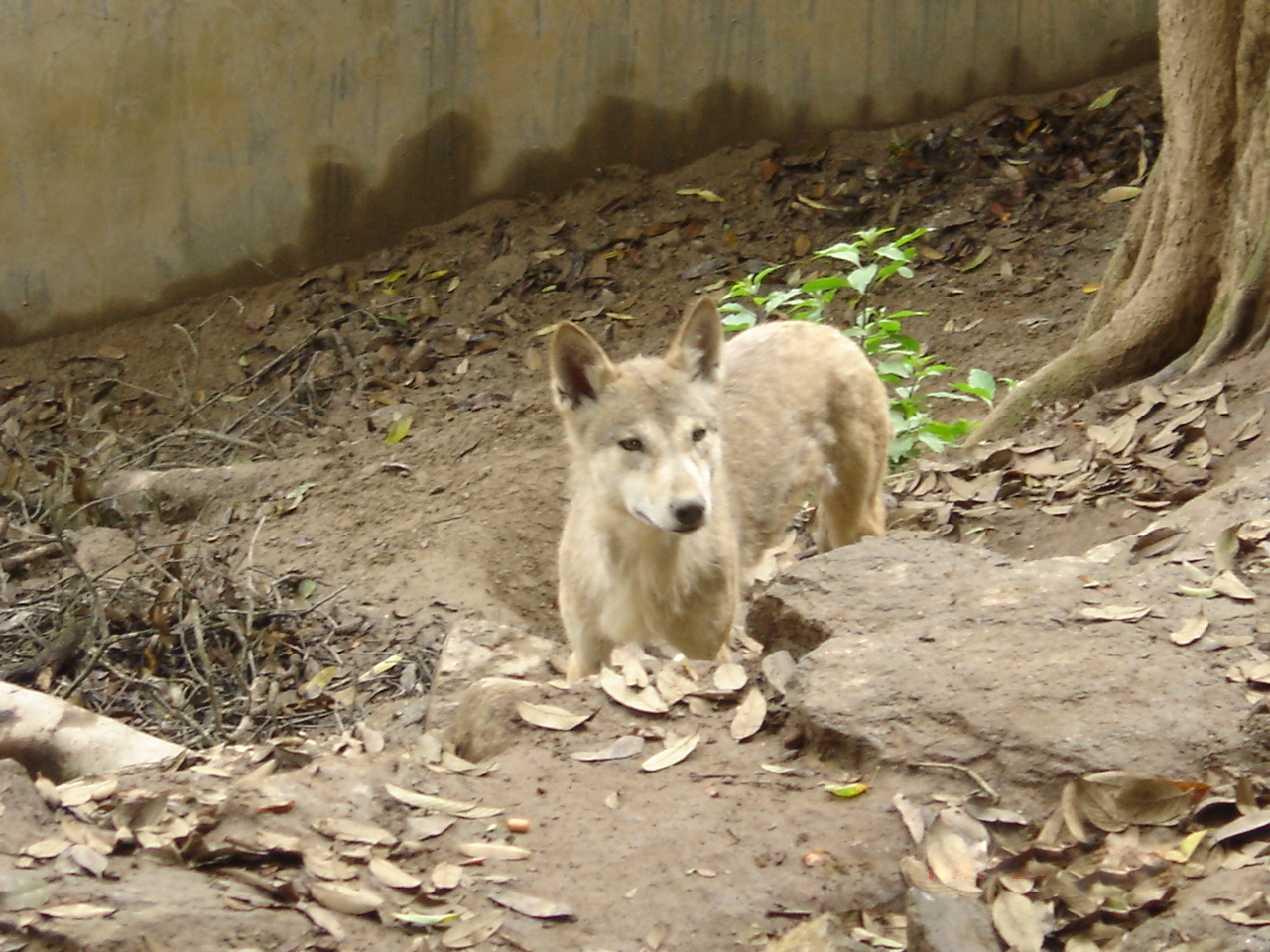
Một con sói Tây Tạng được nuôi nhốt

Sói Tây Tạng đi săn đơn lẻ hoặc theo cặp, đôi khi một nhóm gồm ba con, nhưng ít khi có số lượng lớn hơn. Chúng thích hoạt động ban đêm và nằm yên tránh cái nóng trong ngày. Chúng ăn chủ yếu là thỏ rừng trong suốt cả năm, và sóc mác-mốt trong mùa hè, và một số lượng lớn dê và cừu trong mùa đông, khi tuyết sâu cản trở sự di chuyển của động vật móng guốc. Chúng hiếm khi thành công trong việc săn bắt cừu hoang Hy Mã Lạp Sơn, do mặt đất gồ ghề thường xuyên xảy ra cản trở chúng rất nhiều.
Cường độ phá hoại chăn nuôi đã được đánh giá trong ba thôn trong đề xuất Gya-Miru Wildlife Sanctuary ở Ladakh, nơi mà con sói Tây Tạng là những kẻ săn mồi hung hãn nhất, chiếm 60% tổng thiệt hại vật nuôi, tiếp theo là báo tuyết và linh miêu Á Âu. Dê nuôi là nạn nhân thường gặp nhất (32%), tiếp theo là cừu nuôi (30%), bò Tây Tạng (15%), và ngựa (13%). Những con sói giết ngựa nhiều hơn và dê ít hơn so với dự đoán từ số lượng tương đối dồi dào của chúng.
Người dân Tây Tạng thường nuôi chó ngao Tây Tạng để bảo vệ gia súc. Có một con chó ngao Tây Tạng có tên Sát Ba Tháp được mệnh danh là thần khuyển của người dân du mục địa phương, nỗi ám ảnh của bầy sói trong vùng. Nó được một người dân du mục cứu khi còn nhỏ, trong một khu rừng gần cao nguyên Thanh Tạng, trong khi mẹ của chú bị bầy sói quây cắn chết do đó nó căm thù loài sói. Sau khi được cứu về, nó được một hộ du mục nuôi dưỡng và từ đó có nhiệm vụ trông coi gia súc, chống lại lũ sói và thú hoang trong vùng. Sát Ba Tháp đã từng chiến đấu với bốn con chó sói cùng lúc, và cả bốn con sói đều bị cắn chết, Sát Ba Tháp đã cắn chết tổng cộng 37 con sói khi chúng đến tấn công gia súc.

## Trong văn hóa
Sói là động vật có ảnh hưởng nhất định đối với người Mông Cổ trong lịch sử, nơi họ coi sói như linh vật. Người Mông Cổ sống để chiến đấu với sói nhưng khi chết lại cần đến sói thông qua tập tục thiên táng. Thời Thành Cát Tư Hãn đánh chiếm từ Á sang Âu cũng được cho là dựa trên hai tố chất là trí tuệ của sói và tốc độ của ngựa. Giống như rồng ở phương đông, sói là linh vật của dân Mông Cổ. Sói lại là kẻ thù hiện hữu của mọi sinh vật trên đồng cỏ. Sự đấu tranh sinh tồn giữa các loài vật trên đồng cỏ với con vật tàn bạo, thông minh, lạnh lùng là sói đã không cho phép bất kể một kẻ yếu ớt nào có thể tồn tại trên đồng cỏ. Người Mông Cổ quan niệm rằng sói là thầy dạy cho những con ngựa Mông Cổ có thể chạy hàng trăm dặm một ngày.
Sói cũng dạy cho những chiến binh Mông Cổ gan dạ và mưu lược những kỹ năng và chiến thuật trong chiến đấu. Người Mông cổ coi mình là con của sói, ngay cả sau khi chết đi cũng để thân xác của mình trên đồng cỏ cho sói ăn, và sói lại là phương tiện để đưa hồn người về với trời. Tuy vậy, cũng có ý kiến cho rằng loài sói chẳng phải biểu tượng hay động vật được sùng bái của người Mông Cổ, sói chưa bao giờ là động vật được sùng bái của người Mông Cổ, chưa bao giờ là "totem" của người Mông Cổ và không có bất cứ dữ liệu nào cho thấy sói là "totem" của người Mông Cổ trong văn hoặc lịch sử của người Mông Cổ. Sói là kẻ thù trong đời sống tự nhiên của người Mông Cổ và chúng là loài không có tinh thần đồng đội, thường đánh nhau. Sói tham lam, ích kỷ, lạnh lùng và tàn nhẫn.